# Фридрих I фон Шварценбург
Фридрих I фон Шварценбург (на немски: Friedrich I von Schwarzenburg; * ок. 1075; † 5 октомври 1131, замък Волкенбург, Кьонигсвинтер) е архиепископ на Кьолн от 1100 до 1131 г.

## Живот
Фридрих е син на граф Бертхолд I фон Шварценбург († пр. 1104) и втората му съпруга Рихарда фон Спонхайм († ок. 1112/1130), дъщеря на Енгелберт I фон Спанхайм († 1096), граф в Каринтия, маркграф на Марка Истрия, и съпругата му Хадвиг Билунг Саксонска († 1112), дъщеря на херцог Бернхард II от Саксония († 1059) и на Еилика († 1056) от род Швайнфурти. Майка му е сестра на Хартвиг, епископ на Регенсбург (1105 – 1126). Брат е на граф Енгелберт фон Шварценбург († сл. 1125) и полубрат на Енгелберт фон Васербург († 1161), халграф в Райхенхал.
Фридрих I следва в Бамберг и Франция. Става каноник в Бамберг и Шпайер. През 1100 г. император Хайнрих IV го издига на архиепископ на Кьолн. Същата година той започва да строи замък Фолмарщайн.
През 1106 г. той е на страната на Хайнрих V, което води до конфликт с Рим. Фридрих I се отказва от вече избрания за император Хайнрих V и го побеждава през 1114 г. във втората битка при Андернах. Фридрих осигурява южната част на архиепископството Кьолн чрез строеж на множество укрепления. През 1118 г. той построява замък Волкенбург на Зибенгебирге и през 1122 г. замък Роландсек на другата страна на Рейн. Той строи също и замък Драхенфелс.
През 1122 г. участва като съветник и ерцканцлер на Италия в създаването на Вормския конкордат (23 септември 1122). На 24 август 1125 г. той гласува при кралските избори против Фридрих II Швабски за Лотар III, след като първо предлага короната на Карл I Добрия от Фландрия.
Фридрих I фон Шварценбург умира в построения от него замък Волкенбург и е погребан в абатство Зигбург.